# 아시아 게이트볼 연맹
아시아 게이트볼 연맹(Asia Gateball Union, AGU)은 아시아의 게이트볼 종목을 총괄하는 국제 스포츠 행정 기구이다.

## 회원국
| 국가           | 협회                        | 코드 | 설립   | 가맹   | 비고 |
| -------------- | --------------------------- | ---- | ------ | ------ | ---- |
| 대한민국       | 대한게이트볼협회            | KOR  | 1991년 | 1985년 |      |
| 마카오         | 중국 마카오 게이트볼 협회   | MAC  |        | 2004년 |      |
| 인도네시아     | 인도네시아 게이트볼 협회    | INA  |        | 1985년 |      |
| 일본           | 일본 게이트볼 연맹          | JPN  |        | 1985년 |      |
| 중화 타이베이  | 중화 타이베이 게이트볼 협회 | TPE  |        | 1985년 |      |
| 중화인민공화국 | 중국 게이트볼 협회          | CHN  |        | 1985년 |      |
| 필리핀         | 필리핀 게이트볼 연맹        | PHI  |        | 2012년 |      |
| 홍콩           | 중국 홍콩 게이트볼 협회     | HKG  |        | 1998년 |      |

## 참고 문헌
- “Members of WGU”. 세계 게이트볼 연맹.

## 같이 보기
- 세계 게이트볼 연맹